# Gerhard von Zezschwitz

Gerhard von Zezschwitz

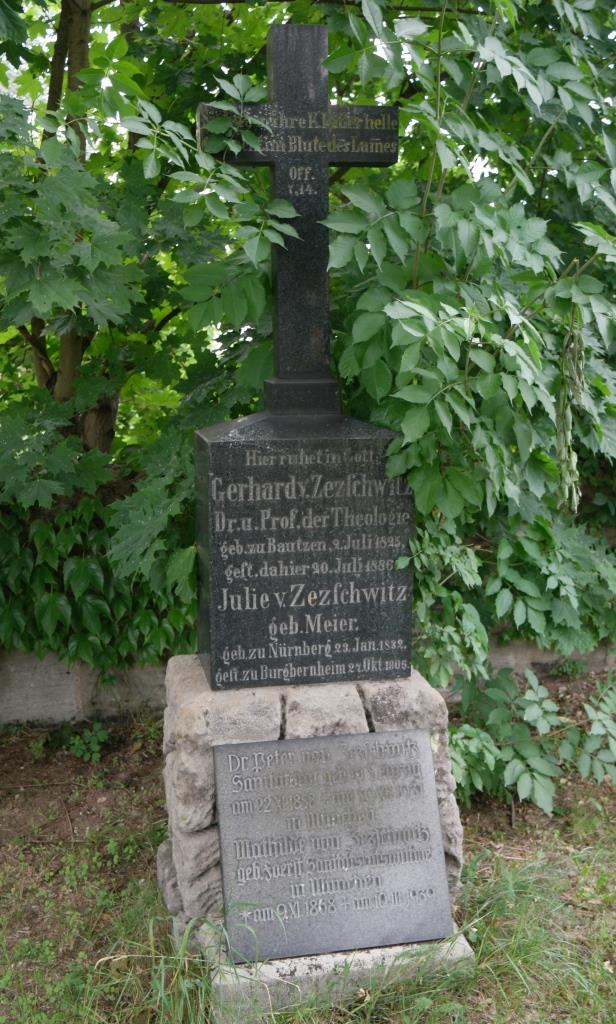
Grab von Gerhard von Zezschwitz auf dem Neustädter Friedhof in Erlangen

Carl Adolf Gerhard von Zezschwitz (* 2. Juli 1825 in Budissin (heute Bautzen); † 20. Juli 1886 in Erlangen) war ein lutherischer Theologe aus Sachsen. Er war 1848 Mitbegründer des Evangelisch-lutherischen Studentenverbandes Philadelphia-Leipzig, der dem 1909 gegründeten Leuchtenburgbund angehört.

## Leben
Zezschwitz entstammte einem sächsischen Adelsgeschlecht, das vor allem hohe Militärs und Gutsbesitzer hervorgebracht hatte. Seine Eltern waren der Jurist, und Gutsbesitzer auf Taubenheim, Karl von Zezschwitz (* 1777 in Herrnhut; † 1854 ebenda) und dessen zweite Ehefrau Constanze von Polenz (* 1794 in Bautzen; † 1833 ebenda), Tochter der Konstanze Gottliebe von Below-Welckau und des sächsischen Kammerherrn Ersnt von Polenz.   
Er studierte Theologie an der Universität Leipzig. 1852 wurde er zunächst Pfarrer in Großzschocher bei Leipzig, wendete sich aber weiteren Studien an der Universität zu, deren zweiter Universitätsprediger er 1856 wurde, sich dort 1857 habilitierte und daraufhin außerordentlicher Professor wurde. 1861 verließ er Leipzig, lebte zeitweilig in Neuendettelsau und hielt 1863 bis 1865 apologetische Vorträge im Auftrag des Komitees für Innere Mission in Frankfurt, Darmstadt und Basel.
1865 wurde Zezschwitz ordentlicher Professor an der Universität Gießen, 1866 in Erlangen, wo er ab 1867 zugleich Universitätsprediger war und eine von ihm gegründete Theologische Studienanstalt leitete. 
Bereits 1856 hatte er in Nürnberg Julie Meier (* 1832 in Nürnberg; † 1906 in Burgbernheim) geheiratet, Tochter der Louise Freiin Harsdorf von Enderndorf und des Juristen Eduard Meier. Julie und Gerhard von Zezschwitz hatten sieben Kinder. Friedrich Wilhelm von Zezschwitz und Paultheo von Zezschwitz sind direkte Nachfahren.

## Schriften
- Profangräcität und biblischer Sprachgeist : eine Vorlesung über die biblische Umbildung hellenischer Begriffe besonders der psychologischen (Hinrichs, Leipzig 1859)
- Zur Apologie des Christentums (Leipzig 1864, 2. Auflage 1866)
- System der christlichen kirchlichen Katechetik (ebenda 1863–1872; 2. Auflage, 2 Bände, 1872–1874)
- System der praktischen Theologie (3 Teile, ebenda 1876–1878)
- Die Christenlehre im Zusammenhang (ebenda 1880, 2. Auflage, 4 Abteilungen, 1883–1888)
- Lehrbuch der Pädagogik (ebenda 1882)
- Der Hirt und seine Herde. Predigten (Erlangen 1891)

sowie:
- Der Kaisertraum des Mittelalters in seinen religiösen Motiven (Leipzig 1877), Digitalisat
- Vom römischen Kaisertum deutscher Nation. Ein mittelalterliches Drama (ebenda 1877) Digitalisat

## Genealogie
- Genealogisches Handbuch des Adels. Adelige Häuser A (Uradel). Band XII, Band 55 der Gesamtreihe GHdA, Hrsg. Deutsches Adelsarchiv, Walter von Hueck, Friedrich Wilhelm Euler et al., C. A. Starke, Limburg an der Lahn 1973, ISSN 0435-2408, S. 479–481.